# World Championship Wrestling
World Championship Wrestling — професійний реслінг-промоушен в США, що існував з 1988 по 2001 рік. Базувалася в Атланті, штат Джорджія. Витоки федерації виходять від компанії Jim Crockett Promotions, власник якої, Джим Крокетт скупив ряд регіональних реслінг-промоушенів і назбиравши борг у більш ніж десяти мільйонів доларів, продав активи своєї компанії Теду Тернеру, власнику компанії TBS. Після чого була перейменована в World Championship Wrestling.

## Організація
Штаб-квартира WCW перебувала в місті Атланта, штат Джорджія. З моменту заснування до продажу компанії в 2001 році нею керував Тед Тернер.
Заходи проходили кілька разів на тиждень: по понеділках вони іменувалися як WCW Monday Nitro, по четвергах — WCW Thunder, по суботах — Saturday Night WCW.

## Історія
WCW була заснована в 1991 році на базі одного з відділень федерації NWA. До 1993 року її реслери ще виступали в боях проти колишніх «колег» з NWA, але з серпня 1993 WCW остаточно стала незалежною організацією. Її популярність трималася на борців, які прийшли з федерацій ECW, WWF і NWA, а також своїх зірках — Стінг, Голдберг, і ін.
Майже всі топ-бійці були розділені за угрупованнями: NWO (New World Order — «Новий світовий порядок»), Wolfpac («Вовча зграя»), LWO (Latin World Order — «Латиноамериканський світовий порядок»), «The New Blood» («Нова кров»), «Filthy Animals» і т. д.
Протягом усього часу свого існування WCW намагалася абстрагуватися від своїх конкурентів — NWA і WWF. Федерація постійно шукала гроші на погашення боргів перед телебаченням, і для залучення нових глядачів зіштовхувала «поганих» (NWO Hollywood) і «хороших» (nWo Wolfpack) реслерів в боях і всіляких сутичках за рингом. Однак, федерація зробила помилку, звільняючи переможених реслерів, а на гроші, що звільнилися наймаючи нових — молодих і недорогих. Найрейтинговіші бійці почали залишати WCW, і доходи компанії падали. Власники промоушна продали WCW Вінсу МакМену, господареві WWF. WCW припинила своє існування в листопаді 2001 року.

## Програми WCW
| Назва                                        | Комантар |
| -------------------------------------------- | --- |
| WCW Monday Nitro                             | (1995—2001) |
| WCW Thunder                                  | (1998—2001) |
| WCW Saturday Night                           | (1971—2000) Також називалася WCW Saturday Morning, Georgia Championship Wrestling і World Championship Wrestling |
| World Championship Wrestling: Sunday Edition | (1973—1987) |
| WCW WorldWide                                | (1975—2001) Також називалася World Wide Wrestling.                                                               |
| WCW Pro                                      | (1985—1998) Також називалася NWA Pro Wrestling і Mid-Atlantic Wrestling.                                         |
| WCW Main Event                               | (1988—1998) Також називалася NWA Main Event.                                                                     |
| WCW Power Hour                               | (1989—1994) Також називалася NWA Power Hour.                                                                     |
| WCW Prime                                    | (1995—1997) |
| WCW Clash of the Champions                   | (1988—1997) Також називалася NWA Clash of Champions.                                                             |

## Відомі бійці
В боях під егідою федерації неодноразово брали такі відомі реслери як Халк Хоган, Кевін Неш, Скотт Холл, Стінг, Брет Харт, Кріс Бенуа, Даймонд Даллас Пейдж, Білл Голдберг, Біг Шоу, Кріс Джеріко, Рей Містеріо, Сід Вішес, Едді Герреро, Біллі Кідман, Скотт Штайнер, Стів Остін, Ренді Севедж, Скотт Нортон, Лекс Люгер, Бам Бам Бігелоу, Рік Флер.